# Tylża (okręg uciański)
Tylża (lit. Tilžė) – wieś na Litwie, w okręgu uciańskim, w rejonie jezioroskim, w starostwie Turmont. 
Leży na Pojezierzu Brasławskim, nad jeziorem Dryświaty, 30 km na zachód od Brasławia i 65 km na północny wschód od Święcian. 

## Historia
W czasach zaborów w granicach Imperium Rosyjskiego.
W dwudziestoleciu międzywojennym wieś leżała w Polsce, w województwie nowogródzkim (od 1926 w województwie wileńskim), w powiecie brasławskim, w gminie Smołwy.
Według Powszechnego Spisu Ludności z 1921 roku zamieszkiwało tu 31 osób, wszystkie były wyznania rzymskokatolickiego i zadeklarowały polską przynależność narodową. Było tu 7 budynków mieszkalnych. W 1931 w 16 domach zamieszkiwało 86 osób.
Wierni należeli do miejscowej parafii rzymskokatolickiej. Miejscowość podlegała pod Sąd Grodzki w m. Turmont i Okręgowy w Wilnie; właściwy urząd pocztowy mieścił się w m. Turmont.